# Bartolomé Carrasco Briseño

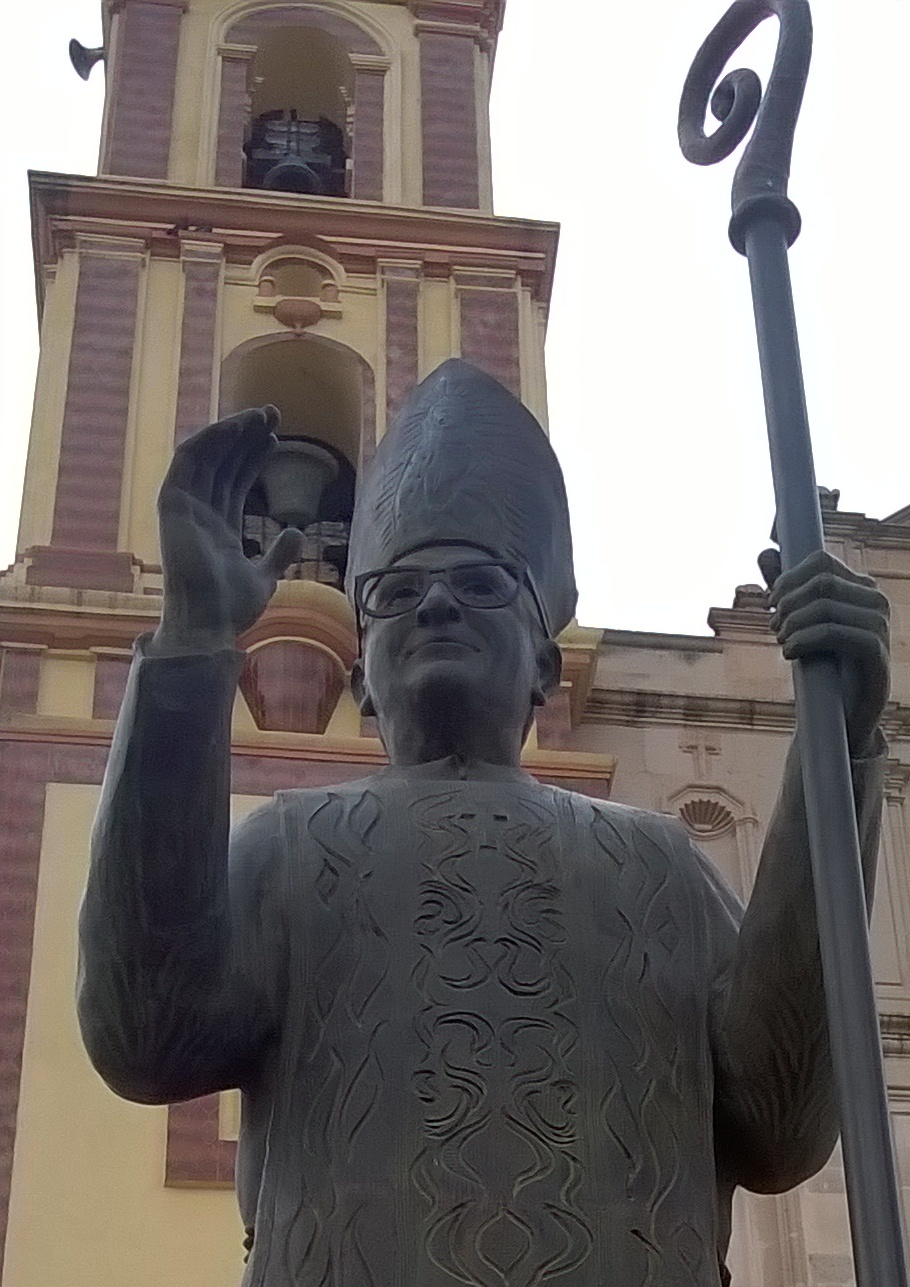
Bartolomé Carrasco Briseño

Bartolomé Carrasco Briseño (* 18. August 1918 in Tlaxco, Tlaxcala, Mexiko; † 7. Januar 1999) war Erzbischof von Antequera.

## Leben
Bartolomé Carrasco Briseño empfing am 31. März 1945 durch den Weihbischof in Rom, Erzbischof Luigi Traglia, das Sakrament der Priesterweihe für das Erzbistum Puebla de los Ángeles.
Am 19. August 1963 ernannte ihn Papst Paul VI. zum Bischof von Huejutla. Der Erzbischof von Puebla de los Ángeles, Octaviano Márquez y Tóriz, spendete ihm am 17. Dezember desselben Jahres die Bischofsweihe; Mitkonsekratoren waren der Bischof von Tlaxcala, Luis Munive Escobar, und der emeritierte Bischof von Huejutla, Manuel Jerónimo Yerena y Camarena. Am 18. Mai 1967 ernannte ihn Paul VI. zum Titularbischof von Claternae und bestellte ihn zum Weihbischof in Antequera. Carrasco Briseño wurde am 11. Juni 1971 zum Bischof von Tapachula ernannt. Die Amtseinführung erfolgte am 17. Dezember desselben Jahres.
Am 11. Juni 1976 ernannte ihn Paul VI. zum Erzbischof von Antequera. Die Amtseinführung fand am 17. August desselben Jahres statt.
Am 4. Oktober 1993 nahm Papst Johannes Paul II. das von Bartolomé Carrasco Briseño aus Altersgründen vorgebrachte Rücktrittsgesuch an.
Bartolomé Carrasco Briseño nahm an der vierten Sitzungsperiode des Zweiten Vatikanischen Konzils teil.